# SIG Sauer P226
SIG Sauer P226 je samonabíjecí pistole navržená a vyráběná švýcarskou společností Swiss Arms AG známou jako SIG Sauer. Pistole je vyráběna ve městě Eckernforde v Německu společností J.P. Sauer und Sohn GmbH. Základní model a model R má hliníkové tělo pokryté ocelí. Ostatní modely bývají celoocelové.

## SIG P228
SIG Sauer P228 je kompaktnější verzí pistole P226. Je užívána např. jednotkami SEALs (v USA má pistole označení M11), Delta Force, AFOSI, USACIDC, federálními agenty v FBI (vedle pistolí Glock) DCIS, NCIS, britských SAS a je standardní pistolí švédské policie. Ráže zbraně je 9 mm Luger a zbraň má zásobník na 13 nábojů.

## SIG P229
SIG Sauer P229 je verze pistole P228 ale má pevnější rám kvůli silnějším rážím. Je užívána např. NCIS a dalšími policejními nebo vojenskými sbory a také britskými SAS

## Galerie

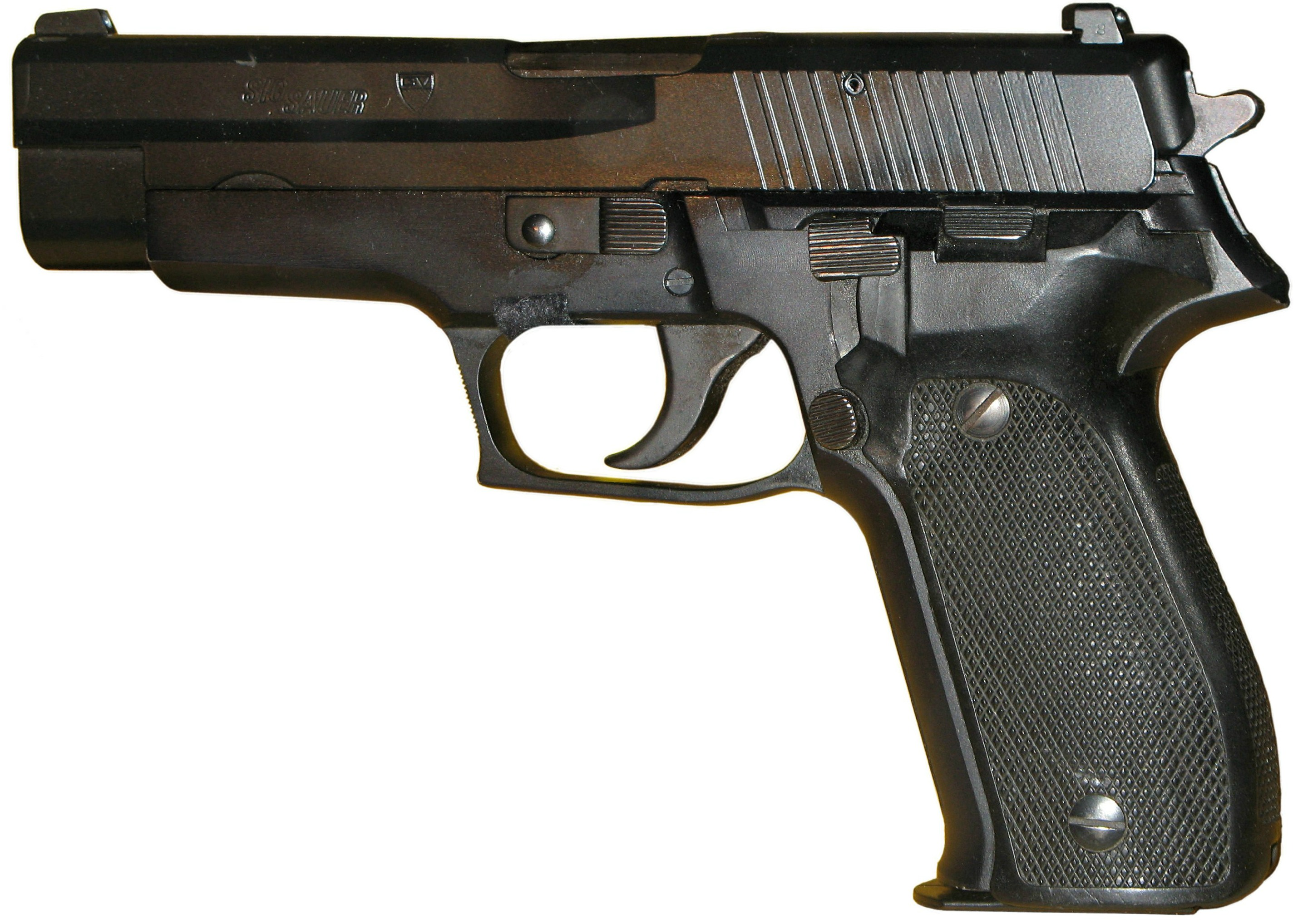
SIG P226
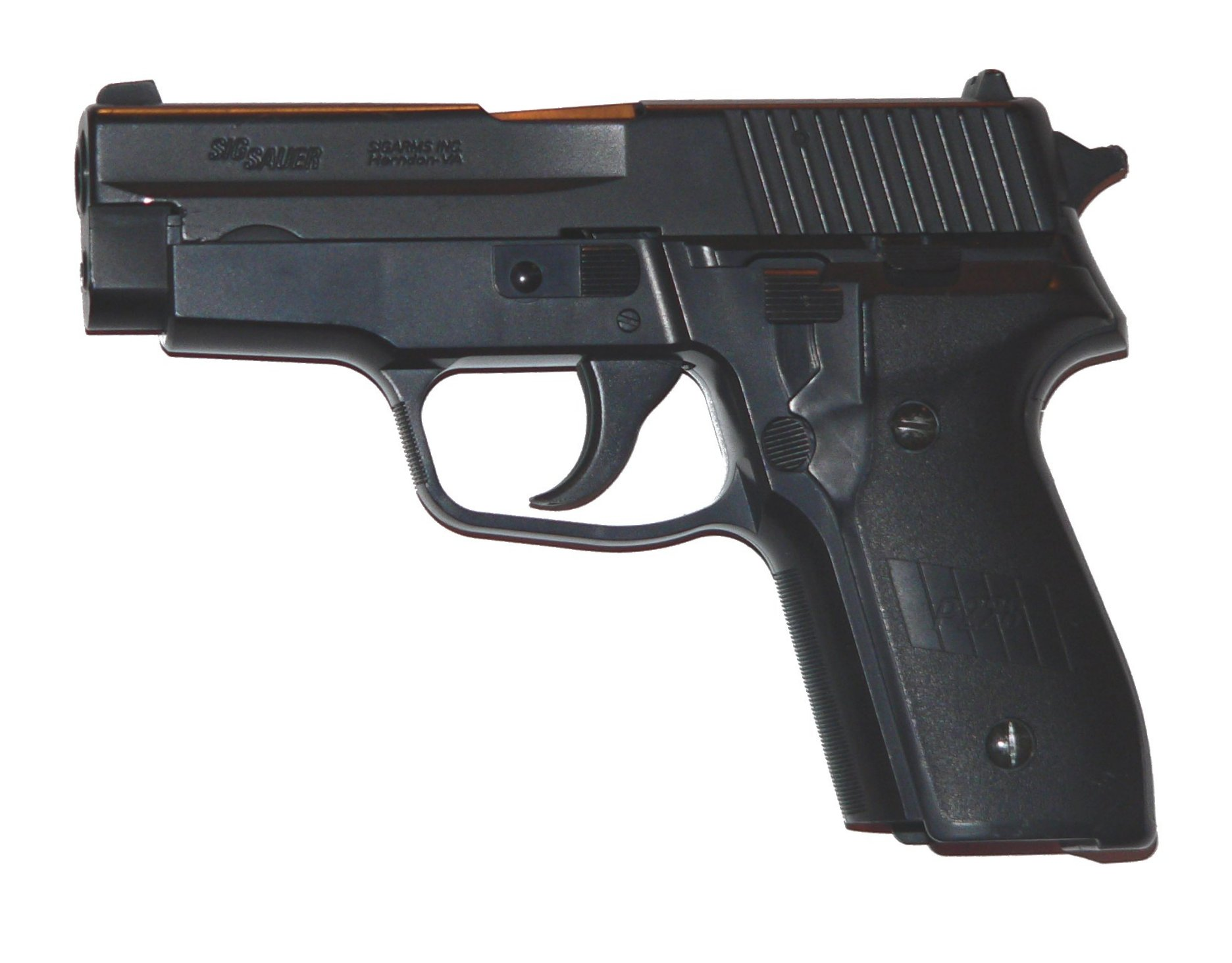
SIG P228
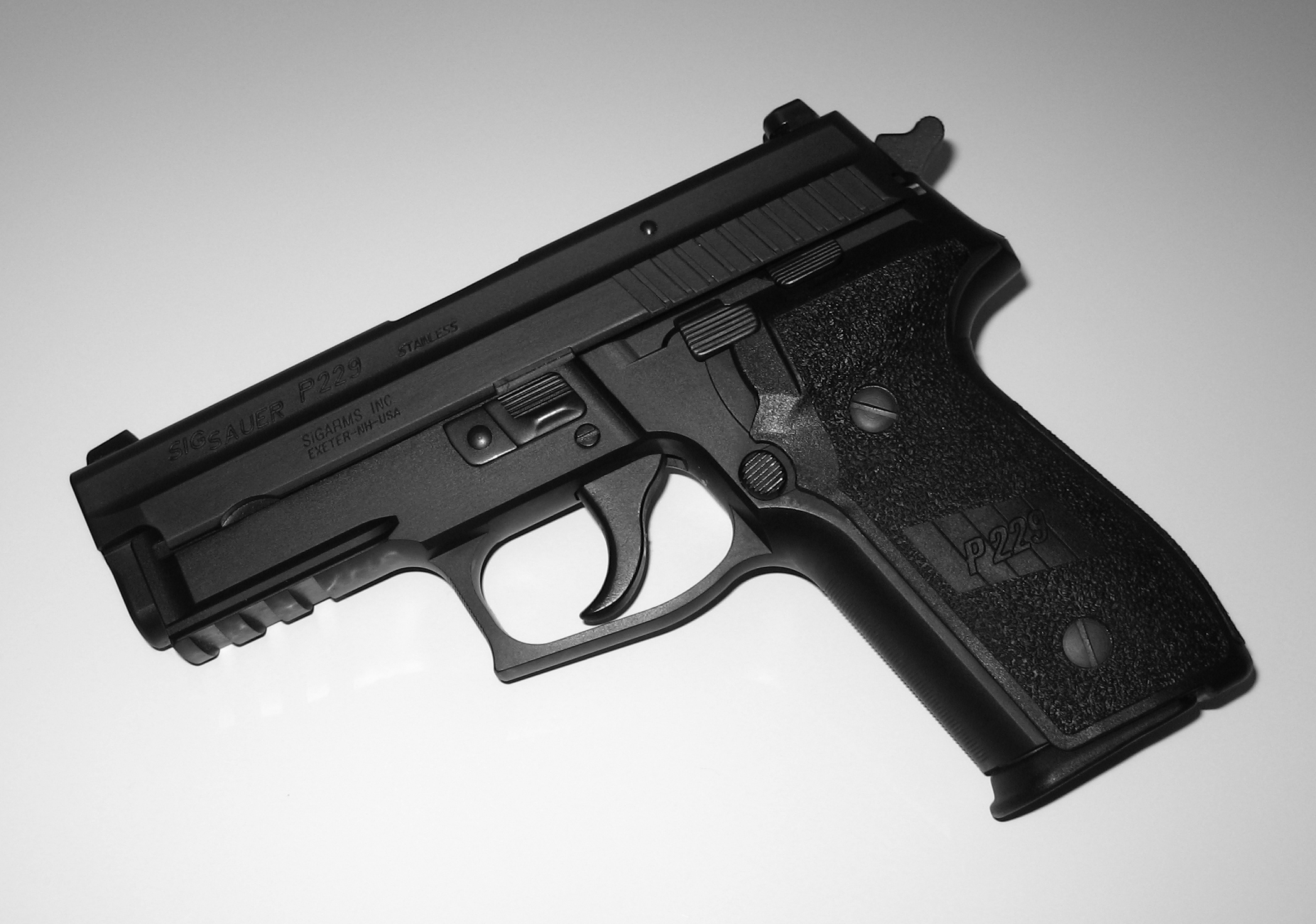
SIG P229